# Weerwater
Het Weerwater is een kunstmatig meer in Almere Stad, het centrale stadsdeel van de stad Almere in de polderprovincie Flevoland in Nederland. Het water en de oevers worden voor recreatie gebruikt. Voor het bepalen van de naam werd door de gemeente een wedstrijd uitgeschreven, die werd gewonnen door Willem Duyff, een van de pioniers van Almere. De naam is ontleend aan het feit dat het water was, vervolgens werd drooggelegd, en nu weer water is. De naam is tevens een verwijzing naar de reflectie van het weer in het water.
Op en om het Weerwater bevinden zich een kabelskibaan, een watersportcentrum, een duikschool, een uitkijktoren en vijf strandjes:
- Stadsstrand Esplanade (noordoever)

- het Atlantisstrand (zuidoever)
- het Fantasiestrand (zuidwestoever)
- het Lumièrestrand (oostoever)
- het Stedenwijkstrand (westoever)

Deze plas is van oorsprong een zandgat, ontstaan door afgravingen ten behoeve van stadsdeel Almere Haven en ligt ten noorden van de rijksweg A6.
Het eigenlijke stadscentrum van Almere ligt direct aan de noordoever en de schouwburg (het theater) Kunstlinie Almere Flevoland 'hangt' over het water.
De omtrek van het Weerwater bedraagt ongeveer zeven kilometer.

## Cultuurnota
In 2009 ontstond in Almere het idee om 3 bekende schrijvers een verhaal over de stad te laten schrijven. Het is opgenomen in de Cultuurnota:’ Almere, stad met verbeelding.’  De auteurs kwamen in Almere wonen met een vrije opdracht aldaar te schrijven over hun nieuwe woonplaats. De tweede opdrachtnemer Renate Dorrestein gaf haar roman over Almere de titel: Weerwater

## Suske en Wiske: De Weerwaterman
Suske en Wiske hebben ook een avontuur beleefd in Almere, dat zich grotendeels op en rondom het Weerwater afspeelt. Het eerste exemplaar van het album De Weerwaterman werd op vrijdag 17 november 2006 aan burgemeester Annemarie Jorritsma aangeboden. Het album is bedoeld ter promotie van het Stadshart van Almere en verscheen in een oplage van 40.000 exemplaren.

## Floriade
In 2022 werd de zevende Floriade aan de zuidkant van het Weerwater nabij de A6 gehouden.
Voor deze wereldtuinbouwtentoonstelling hebben het eerdergenoemde watersportcentrum - tevens duikschool en jachthaven - en de ernaast gelegen camping moeten wijken. Camping Waterhout is verhuisd naar het gebied Noorderplassen in Almere. Haddock Watersport is verplaatst naar het Surfstrand in Almere Haven.  